# Pethia atra
Pethia atra е вид лъчеперка от семейство Шаранови (Cyprinidae). Видът е световно застрашен, със статут Уязвим.